# 丰特奈 (芒什省)
丰特奈（法語：Fontenay，法語發音：[fɔ̃tnɛ] ⓘ）是法国芒什省的一个旧市镇，属于阿夫朗什区。2016年，丰特奈与市镇罗马尼合并为新市镇罗马尼-丰特奈。

## 地理
丰特奈（48°37'42"N, 1°1'48"W）面积6.85 平方千米，位于法国诺曼底大区芒什省，该省份为法国西北部沿海省份，西、北、东北三面环大西洋，东起顺时针与卡爾瓦多斯省、奧恩省、马耶讷省和伊勒-维莱讷省接壤。
与丰特奈接壤的市镇（或旧市镇、城区）包括：拉巴佐日、谢夫勒维尔、米伊、罗马尼-丰特奈。

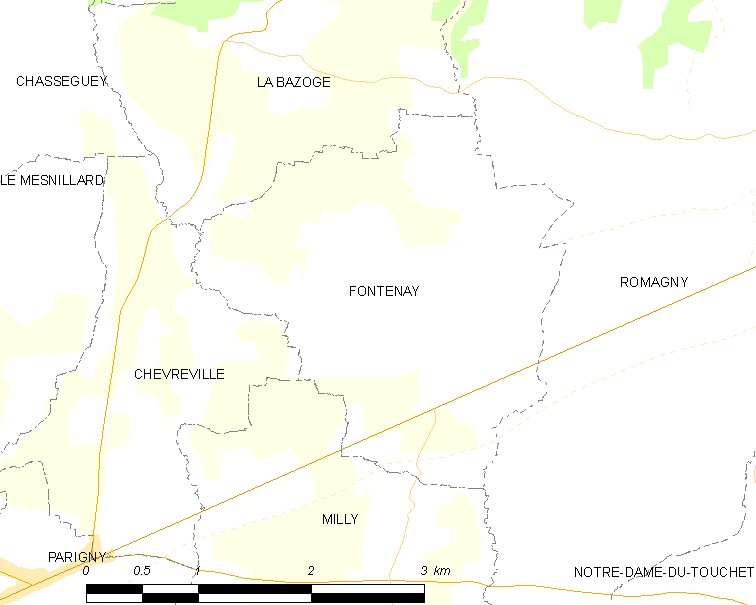
的OSM定位图

丰特奈的时区为UTC+01:00、UTC+02:00（夏令时）。

## 行政
丰特奈的邮政编码为50140，INSEE市镇编码为50189。

## 政治
丰特奈所属的省级选区为勒莫尔泰奈县。

## 人口

1962-2008年间人口变化图示

丰特奈于2018年1月1日时的人口数量为318人。